# Castello di Edo
Il castello di Edo (江戸城?, Edo-jō) era un'architettura militare di Tokyo, costruita nel XV secolo, quando la città era nota col nome di Edo, nella zona di Chiyoda nel complesso del Kōkyo, il palazzo imperiale.

## Storia

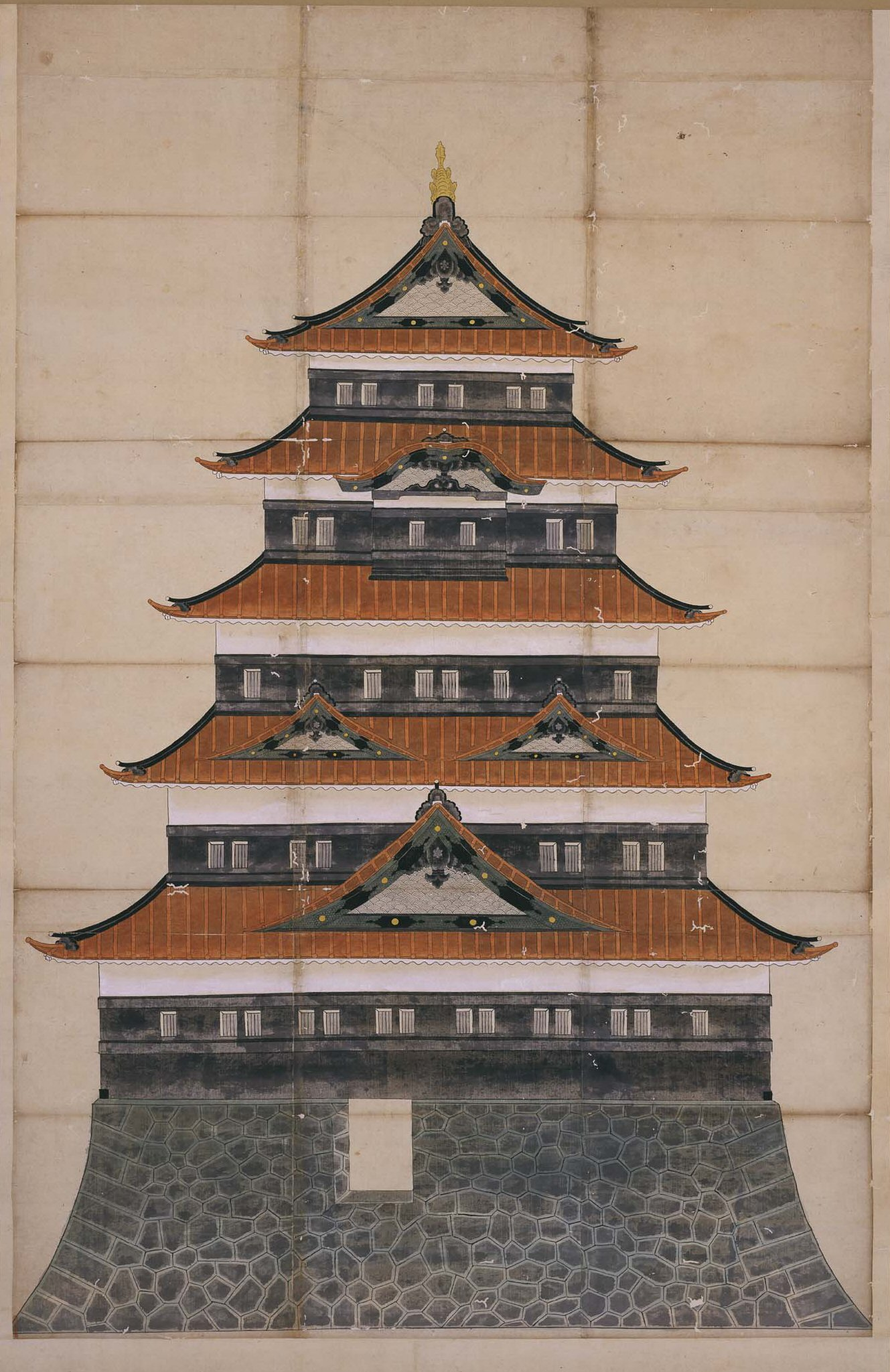
Maschio del castello, prima della distruzione nel 1657

Il primo edificio costruito su questo sito fu la residenza del guerriero Edo Shigetsugu alla fine del XII secolo. Le terre del clan Edo passarono sotto il controllo di Ōta Dōkan (1432-1486) che fece costruire un nuovo castello nel 1457.
Passò in seguito nelle mani del clan Hōjō, poi a Ieyasu Tokugawa che vi fondò lo Shogunato Tokugawa. Il castello divenne allora residenza degli shōgun, quindi centro militare nel periodo Edo della storia giapponese. Iniziati nel 1593, i lavori si conclusero sotto il terzo shôgun, Iemitsu Tokugawa, nel 1636. Tutti i suoi discendenti ingrandirono l'edificio, che divenne il più vasto del mondo.
Durante il periodo Meiji nel 1868, dopo l'evizione degli shōgun ed il trasferimento della Corte a Edo il castello divenne residenza imperiale.
Il 5 maggio 1873 il castello fu distrutto da un incendio nelle parti più antiche. Nel 1888 iniziò la costruzione di nuovi edifici nel complesso, per accogliere l'attuale palazzo imperiale, il Kyūden (宮殿).